# Joseph Kadji Defosso
Joseph Kadji Defosso né vers 1923 à Bana au Cameroun et mort le 23 août 2018 à Johannesbourg en Afrique du Sud était un industriel et homme d'affaires camerounais fondateur du Groupe Kadji et de l'entreprise brassicole UCB.
Comme Jean-Samuel Noutchogouin, Samuel Kouam, Fadil Abdoulaye Hassoumi ou Victor Fotso, il figure parmi les pionniers de l'industrie camerounaise.

## Biographie

### Enfance et débuts
Né vers 1923 à Bana village situé dans le département  du Haut-Nkam en pays bamiléké dans la région de l'Ouest du Cameroun, Joseph Kadji Defosso quitte son village natal à l'age de 16 ans pour se lancer dans les affaires à Douala - la ville portuaire.   

### Carrière

#### Homme d'affaires
Dès 1972, Joseph Kadji Defosso crée l’Union camerounaise des brasseries (UCB), qui emploie 1 000 salariés et produit 500 000 hectolitres de boissons gazeuses et 800 000 hectolitres de bière par mois. L'UCB produit les bières King, Kadji Beer, K44 et des boissons gazeuses de la gamme Spécial.  
En 1995, il fonde la Kadji Sports Academy (KSA), l'un des plus prestigieux centres de formation sportive du pays d'où sont sortis Samuel Eto’o, Idriss Carlos Kameni, Nicolas Nkoulou et Benjamin Moukandjo.  
Il fut le premier à ouvrir un supermarché en mai 2013, en tant que partenaire, au Cameroun : le Kadji Square, le supermarché que Super U a implanté à Douala. Il a été président du conseil d'administration de l'Assurance Générale du Cameroun.

#### Groupe Kadji
Patriarche d'une des familles les plus importantes du Cameroun,, Joseph Kadji Defosso est le fondateur dès 1960 du Groupe Kadji présent dans les matières plastiques (POLYPLAST), dans la minoterie, les céréales (SCC - la Société des Céréales du Cameroun), les assurances (AGC -Assurances Générales du Cameroun), la brasserie (UCB) , l’hôtellerie, le transit, le transport maritime, le sport et la distribution.
En 2010, il confie la gestion opérationnelle d'UCB à sa fille Nicole. Son fils Gilbert prend la direction de la SCC, une autre société membre du Groupe Kadji.

#### Engagement politique et social
Joseph Kadji Defosso est maire RDPC de Bana , pour lequel il fait construire, sur fonds propres, un hôtel de ville d’une valeur de 800 millions de francs CFA. Il fait également construire une église  à Bana qu'il offre à l'église catholique.   
Il crée la fondation Fu'a Toula Kadji Defosso pour encourager l'excellence et promouvoir l'éducation.  

### Maladie et mort

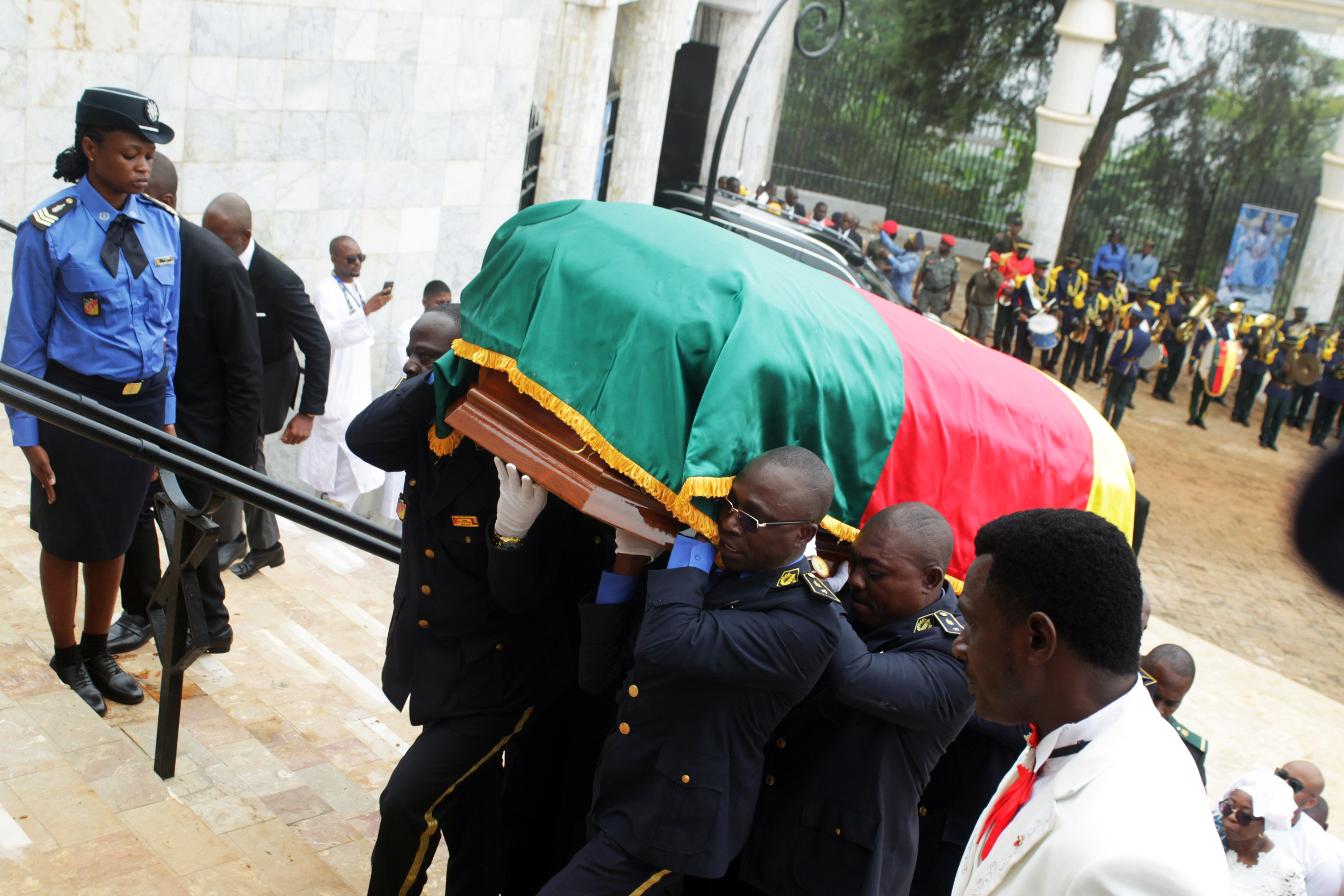
Funérailles de Joseph Kadji Defosso dans son village natal, Bana, le 15 septembre 2018.

Joseph Kadji Defosso meurt à l’âge de 95 ans, le 23 août 2018 à Johannesbourg en Afrique du Sud des suites d’une longue maladie. Il a de nombreux fils, petits-fils et arrière-petits-fils.

## Distinctions
- Élevé à la dignité de Grand Officier de l’Ordre de la Valeur ; décernée à son domicile de Douala en 2018.